# Kalmosaari (ö i Rantasalmi)
Kalmosaari är en ö i Saimen i Finland. Ordet kalmosaari hänvisar antagligen att ön har varit begravningsplats. Ön ligger i sjön Haukivesi och i kommunen Rantasalmi i kommunen Rantasalmi i Rantasalmi kommun i den ekonomiska regionen  Nyslott och landskapet Södra Savolax, i den sydöstra delen av landet, 280 km nordost om huvudstaden Helsingfors. Öns area är 0,5 hektar och dess största längd är 140 meter i sydöst-nordvästlig riktning.